# Быхава
Быхава (пол. Bychawa) — город в Польше, входит в Люблинское воеводство, Люблинский повят. Имеет статус городско-сельской гмины. Занимает площадь 6,68 км². Население — 5327 человек (на 2004 год).
В Российской империи входил в состав Люблинского уезда Люблинской губернии.
1. 1 2  https://www.worlddata.info/europe/poland/timezones.php